# Vajolethütte
Vajolethütte (italsky rifugio Vajolet) je horská chata nacházející se v nadmořské výšce 2243 m v údolí Vajolettal na území obce Vigo di Fassa.

## Historie
První stavba na tomto místě se datuje do roku 1897, kdy zde lipská pobočka Německého a rakouského alpského spolku postavila budovu chaty, ke které se později připojily i další budovy. V roce 1923 se majitelem chaty stal Italský alpský spolek, pobočka Trentino.

## Otevírací doba
Vajolethütte se nachází v lokalitě zvané "Porte Neigre", pod Vajolet-Türme, v místě, které je ideálním výchozím bodem pro mnoho pěších túr do okolí a pro horolezectví na zdejší okolní dvoutisícovky.
Je otevřena od poloviny června do konce září s dostupností 130 lůžek.
Kousek od Vajolethütte, na skalním výchozu nad údolím Vajolet, leží malá chata Preusshütte.

## Přístup
- od rifugio Gardeccia (1.949 m), cesta 546 (čas 45 min).
- od rifugio Roda di Vaèl (2.283 m), cesta 541 (čas 1hod 45min).
- od rifugio Re Alberto (2.621 m), cesta 542 (čas 45 min).
- od rifugio Passo Principe (2.601 m), cesta 584 (čas 30 min).